# Jung Sung-ryong
Jung Sung-ryong (en coreano: 정성룡; Jeju, Jeju, 4 de enero de 1985) es un portero surcoreano que juega para el Kawasaki Frontale de la J1 League de Japón.

## Selección nacional
Ha sido internacional con la selección de fútbol de Corea del Sur, habiendo disputado 67 partidos internacionales.
En julio de 2012 fue incluido en la lista de 18 jugadores que representaron a Corea del Sur en el torneo de fútbol masculino de los Juegos Olímpicos de Londres 2012 y obtuvieron la medalla de bronce.
El 8 de mayo de 2014, el entrenador Hong Myung-bo incluyó a Jung Sung-ryong en la lista final de 23 jugadores que compitió en la Copa Mundial de Fútbol de 2014.

### Participaciones en Copas del Mundo
| Mundial                        | Sede      | Resultado        |
| ------------------------------ | --------- | ---------------- |
| Copa Mundial de Fútbol de 2010 | Sudáfrica | Octavos de final |
| Copa Mundial de Fútbol de 2014 | Brasil    | Primera fase     |

### Participaciones en Copa Asiática
| Torneo             | Sede                                    | Resultado  |
| ------------------ | --------------------------------------- | ---------- |
| Copa Asiática 2007 | Indonesia, Malasia, Tailandia y Vietnam | Semifinal  |
| Copa Asiática 2011 | Catar                                   | Semifinal  |
| Copa Asiática 2015 | Australia                               | Subcampeón |

## Clubes
| Club                  | País          | Año       |
| --------------------- | ------------- | --------- |
| Pohang Steelers       | Corea del Sur | 2003-2007 |
| Seongnam Ilhwa Chunma | Corea del Sur | 2008-2010 |
| Suwon Bluewings       | Corea del Sur | 2011-2015 |
| Kawasaki Frontale     | Japón         | 2016-     |

## Palmarés

### Títulos nacionales
| Título             | Club              | País          | Año  |
| ------------------ | ----------------- | ------------- | ---- |
| K League           | Pohang Steelers   | Corea del Sur | 2007 |
| J1 League          | Kawasaki Frontale | Japón         | 2017 |
| J1 League          | Kawasaki Frontale | Japón         | 2018 |
| Supercopa de Japón | Kawasaki Frontale | Japón         | 2019 |
| Copa J. League     | Kawasaki Frontale | Japón         | 2019 |
| J1 League          | Kawasaki Frontale | Japón         | 2020 |
| Copa del Emperador | Kawasaki Frontale | Japón         | 2020 |
| Supercopa de Japón | Kawasaki Frontale | Japón         | 2021 |
| J1 League          | Kawasaki Frontale | Japón         | 2021 |
| Copa del Emperador | Kawasaki Frontale | Japón         | 2023 |
| Supercopa de Japón | Kawasaki Frontale | Japón         | 2024 |

### Títulos internacionales
| Título                      | Club (*)              | Sede  | Año  |
| --------------------------- | --------------------- | ----- | ---- |
| Liga de Campeones de la AFC | Seongnam Ilhwa Chunma | Tokio | 2010 |